# Magdaléna Rybáriková
Magdaléna Rybáriková (Piešťany, 4 oktober 1988) is een voormalig tennisspeelster uit Slowakije. Zij begon met tennis toen zij zeven jaar oud was. Haar favoriete ondergrond is gravel. Zij speelt rechtshandig en heeft een tweehandige backhand. Rybáriková begon in 2002 in het juniorencircuit. Zij was actief in het proftennis van 2005 tot 2020.

## Loopbaan

### Enkelspel
Rybáriková debuteerde in 2004 op het ITF-toernooi van Timișoara (Roemenië). Zij stond in 2005 voor het eerst in een finale, op het ITF-toernooi van Ain Alsoukhna (Egypte) – zij verloor van de Roemeense Monica Niculescu. De week erna veroverde Rybáriková haar eerste titel, op het ITF-toernooi van Caïro, door de Duitse Sarah Raab te verslaan. In de periode 2005–2011 won zij vijf ITF-titels.
In 2006 stond Rybáriková voor het eerst in een WTA-toernooi, op het toernooi van Praag. Zij bereikte er de kwartfinale. Zij stond in 2009 voor het eerst in een WTA-finale, op het toernooi van Birmingham – hier veroverde zij haar eerste titel, door de Chinese Li Na te verslaan. In haar loopbaan won zij vier WTA-titels.
In 2015 en 2016 liepen haar resultaten terug als gevolg van hardnekkige blessures waardoor zij tijdens het spelen voortdurend pijn had. In de zomer van 2016 onderging zij twee operatieve ingrepen, eerst aan haar pols en een maand later aan haar knie. In februari 2017 hervatte zij de tenniscompetitie. In mei won zij twee ITF-titels in Japan. Tijdens het grasseizoen in juni won zij twee $ 100.000-toernooien in Engeland (Surbiton en Ilkley) en bereikte zij de halve finale op het WTA-toernooi van Nottingham. Op Wimbledon schakelde zij titelkandidaat Karolína Plíšková uit.
Haar beste resultaat op de grandslamtoernooien is het bereiken van de halve finale, op Wimbledon 2017. Haar hoogste positie op de WTA-ranglijst is de 17e plaats, die zij bereikte in maart 2018.

### Dubbelspel
Rybáriková debuteerde in 2004 op het ITF-toernooi van Prešov (Slowakije) samen met Martina Bartošová. Zij stond in 2008 voor het eerst in een finale, op het ITF-toernooi van Monterrey (Mexico), samen met Jelena Pandžić – hier veroverde zij haar eerste (en enige) titel, door Monique Adamczak en Melanie South te verslaan.
In 2008 stond Rybáriková voor het eerst in een WTA-toernooi, op het toernooi van Tasjkent, samen met Aleksandra Panova. Zij bereikten er de halve finale. Zij stond in 2010 voor het eerst in een WTA-finale, eveneens op het toernooi van Tasjkent, samen met Alexandra Dulgheru – zij verloren van Aleksandra Panova en Tatjana Poetsjek. In 2012 veroverde Rybáriková haar eerste (en enige) WTA-titel, op het toernooi van Boedapest, samen met landgenote Janette Husárová, door Eva Birnerová en Michaëlla Krajicek te verslaan.
Haar beste resultaat op de grandslamtoernooien is het bereiken van de halve finale, op Wimbledon 2014, samen met de Duitse Andrea Petković. Haar hoogste positie op de WTA-ranglijst is de vijftigste plaats, die zij bereikte in juni 2011.

### Tennis in teamverband
In de periode 2005–2018 maakte Rybáriková deel uit van het Slowaakse Fed Cup-team – zij behaalde daar een winst/verlies-balans van 15–11. In 2013 speelde zij in de eerste ronde van Wereldgroep I – zij wonnen van het team uit Servië.

## Posities op deWTA-ranglijst
Positie per einde seizoen:
| jaar | rang enkelspel | rang dubbelspel |
| ---- | -------------- | --------------- |
| 2004 | 924            | –               |
| 2005 | 302            | –               |
| 2006 | 330            | –               |
| 2007 | 279            | –               |
| 2008 | 58             | 265             |
| 2009 | 45             | 134             |
| 2010 | 104            | 78              |
| 2011 | 72             | 112             |
| 2012 | 62             | 156             |
| 2013 | 38             | 130             |
| 2014 | 51             | 66              |
| 2015 | 77             | 160             |
| 2016 | 156            | 239             |
| 2017 | 20             | 401             |
| 2018 | 49             | 175             |
| 2019 | 173            | 869             |

## Palmares
| Legenda                 |
| ----------------------- |
| Grandslamtoernooi       |
| Olympische Spelen       |
| Year-End Championships  |
| Premier Mandatory       |
| Premier Five / WTA 1000 |
| Premier / WTA 500       |
| International / WTA 250 |
| Challenger / WTA 125    |

### WTA-finaleplaatsen enkelspel
| nr.              | finale     | toernooi       | ondergrond    | tegenstandster              | score         |         |
| ---------------- | ---------- | -------------- | ------------- | --------------------------- | ------------- | ------- |
| gewonnen finales |            |                |               |                             |               |         |
| 1.               | 2009-06-14 | WTA Birmingham | gras          | Li Na                       | 6-0, 7-6      | details |
| 2.               | 2011-02-19 | WTA Memphis    | hardcourt     | Rebecca Marino              | 6-2, opg.     | details |
| 3.               | 2012-08-04 | WTA Washington | hardcourt     | Anastasija Pavljoetsjenkova | 6-1, 6-1      | details |
| 4.               | 2013-08-04 | WTA Washington | hardcourt     | Andrea Petković             | 6-4, 7-6      | details |
| verloren finales |            |                |               |                             |               |         |
| 1.               | 2011-09-25 | WTA Guangzhou  | hardcourt     | Chanelle Scheepers          | 2-6, 2-6      | details |
| 2.               | 2014-08-23 | WTA New Haven  | hardcourt     | Petra Kvitová               | 4-6, 2-6      | details |
| 3.               | 2017-10-15 | WTA Linz       | hardcourt (i) | Barbora Strýcová            | 4-6, 1-6      | details |
| 4.               | 2018-06-24 | WTA Birmingham | gras          | Petra Kvitová               | 6-4, 1-6, 2-6 | details |

### WTA-finaleplaatsen vrouwendubbelspel
| nr.              | finale     | toernooi      | ondergrond | partner            | tegenstandsters                    | score    |         |
| ---------------- | ---------- | ------------- | ---------- | ------------------ | ---------------------------------- | -------- | ------- |
| gewonnen finales |            |               |            |                    |                                    |          |         |
| 1.               | 2012-05-05 | WTA Boedapest | gravel     | Janette Husárová   | Eva Birnerová Michaëlla Krajicek   | 6-4, 6-2 | details |
| verloren finales |            |               |            |                    |                                    |          |         |
| 1.               | 2010-09-25 | WTA Tasjkent  | hardcourt  | Alexandra Dulgheru | Aleksandra Panova Tatjana Poetsjek | 3-6, 4-6 | details |

### Gewonnen ITF-toernooien enkelspel
| nr. | finale     | toernooi        | ondergrond | dotatie   | tegenstandster in finale | score    |
| --- | ---------- | --------------- | ---------- | --------- | ------------------------ | -------- |
| 1.  | 2005-04-03 | Caïro           | gravel     | $ 10.000  | Sarah Raab               | 6-1, 6-3 |
| 2.  | 2005-09-11 | Mestre          | gravel     | $ 25.000  | Kira Nagy                | 6-2, 7-5 |
| 3.  | 2008-03-22 | Sint-Petersburg | hardcourt  | $ 25.000  | Anna Lapoesjtsjenkova    | 6-4, 6-2 |
| 4.  | 2008-04-05 | Patras          | hardcourt  | $ 50.000  | Anne Keothavong          | 6-3, 7-5 |
| 5.  | 2011-05-15 | Praag           | gravel     | $ 100.000 | Petra Kvitová            | 6-3, 6-4 |
|     |            |                 |            |           |                          |          |
| 6.  | 2017-05-07 | Gifu            | hardcourt  | $ 80.000  | Zhu Lin                  | 6-2, 6-3 |
| 7.  | 2017-05-14 | Fukuoka         | tapijt (o) | $ 60.000  | Jang Su-jeong            | 6-2, 6-3 |
| 8.  | 2017-06-11 | Surbiton        | gras       | $ 100.000 | Heather Watson           | 6-4, 7-5 |
| 9.  | 2017-06-25 | Ilkley          | gras       | $ 100.000 | Alison Van Uytvanck      | 7-5, 7-6 |

### Gewonnen ITF-toernooien dubbelspel
| nr. | finale     | toernooi  | ondergrond | dotatie   | partner        | tegenstandsters in finale      | score            |
| --- | ---------- | --------- | ---------- | --------- | -------------- | ------------------------------ | ---------------- |
| 1.  | 2008-08-09 | Monterrey | hardcourt  | $ 100.000 | Jelena Pandžić | Monique Adamczak Melanie South | 4-6, 6-4, [10-8] |

### Gewonnen juniorentoernooien enkelspel
| nr. | finale     | toernooi         | graad | tegenstandster in finale | score     |
| --- | ---------- | ---------------- | ----- | ------------------------ | --------- |
| 1.  | 2003-08-10 | Mostostal Trophy | 4     | Agnieszka Radwańska      | 6-4, 6-4  |
| 2.  | 2003-08-31 | Miskolc Open     | 3     | Yulia Stupak             | 6-2, 6-1  |
| 3.  | 2005-01-12 | Loy Yang Power   | 1     | Jarmila Gajdošová        | walk-over |

### Gewonnen juniorentoernooien dubbelspel
| nr. | finale     | toernooi         | graad | partner           | tegenstandsters in finale               | score     |
| --- | ---------- | ---------------- | ----- | ----------------- | --------------------------------------- | --------- |
| 1.  | 2003-06-01 | Idom Cup         | 5     | Jana Juričová     | Beatrix Csordas Edina Horváth           | walk-over |
| 2.  | 2003-08-10 | Mostostal Trophy | 4     | Lenka Broošová    | Evgenia Stupak Yulia Stupak             | walk-over |
| 3.  | 2004-04-25 | Slovakia Cup     | 2     | Michaela Babicová | Barbora Hodinářová Aleksandra Koelikova | 6-1, 6-3  |
| 4.  | 2005-04-24 | Slovakia Cup     | 2     | Jana Juričová     | Klaudia Boczová Nikola Vajdová          | 6-3, 6-2  |

## Resultaten grote toernooien
| Legenda | Legenda                          |
| ------- | -------------------------------- |
| g.t.    | geen toernooi gehouden           |
| l.c.    | lagere categorie                 |
| –       | niet deelgenomen                 |
| G       | uitgeschakeld in de groepsfase   |
| 1R      | uitgeschakeld in de eerste ronde |
| 2R      | uitgeschakeld in de tweede ronde |
| 3R      | uitgeschakeld in de derde ronde  |
| 4R      | uitgeschakeld in de vierde ronde |
| KF      | uitgeschakeld in de kwartfinale  |
| HF      | uitgeschakeld in de halve finale |
| F       | de finale verloren               |
| W       | het toernooi gewonnen            |
| w-v     | winst/verlies-balans             |

### Enkelspel
| toernooi            | 2008 | 2009 | 2010 | 2011 | 2012 | 2013 | 2014 | 2015 | 2016 | 2017 | 2018 | 2019 |
| ------------------- | ---- | ---- | ---- | ---- | ---- | ---- | ---- | ---- | ---- | ---- | ---- | ---- |
| grandslamtoernooien |      |      |      |      |      |      |      |      |      |      |      |      |
| Australian Open     | –    | 1R   | 1R   | 1R   | 1R   | 1R   | 2R   | 2R   | 2R   | –    | 4R   | 1R   |
| Roland Garros       | 2R   | 2R   | 2R   | 1R   | 1R   | 2R   | 2R   | 2R   | 1R   | 2R   | 3R   | 1R   |
| Wimbledon           | 1R   | 1R   | 1R   | 1R   | 1R   | 1R   | 1R   | 3R   | 1R   | HF   | 1R   | 2R   |
| US Open             | 3R   | 3R   | 1R   | 1R   | 2R   | 1R   | 1R   | 1R   | –    | 3R   | 1R   | –    |
| Premier Mandatory   |      |      |      |      |      |      |      |      |      |      |      |      |
| Indian Wells        | –    | 1R   | 1R   | –    | 2R   | 3R   | 3R   | 1R   | KF   | –    | 2R   | 1R   |
| Miami               | –    | 2R   | 2R   | –    | 1R   | 3R   | 1R   | 1R   | –    | –    | 2R   | 2R   |
| Madrid              | l.c. | 1R   | 1R   | –    | –    | 1R   | 2R   | –    | –    | –    | 1R   | –    |
| Peking              | l.c. | 1R   | –    | –    | –    | 1R   | –    | –    | –    | 2R   | 1R   | –    |
| Premier Five        |      |      |      |      |      |      |      |      |      |      |      |      |
| Dubai/Doha          | –    | 1R   | 1R   | –    | –    | –    | 2R   | –    | –    | –    | 2R   | –    |
| Rome                | –    | 1R   | –    | –    | –    | 1R   | 1R   | 2R   | –    | –    | 1R   | –    |
| Montréal/Toronto    | –    | KF   | –    | –    | –    | KF   | 2R   | –    | –    | 2R   | 2R   | –    |
| Cincinnati          | –    | 1R   | –    | –    | –    | 3R   | 1R   | –    | –    | –    | 1R   | –    |
| Tokio/Wuhan         | –    | –    | –    | –    | –    | 3R   | –    | 1R   | –    | 1R   | –    | –    |
| olympisch           |      |      |      |      |      |      |      |      |      |      |      |      |
| Olympische Spelen   | –    | g.t. | g.t. | g.t. | –    | g.t. | g.t. | g.t. | –    | g.t. | g.t. | g.t. |
| statistieken        |      |      |      |      |      |      |      |      |      |      |      |      |
| titels per jaar     | 0    | 1    | 0    | 1    | 1    | 1    | 0    | 0    | 0    | 0    | 0    | 0    |
| eindejaarsranking   | 58   | 45   | 104  | 72   | 62   | 38   | 51   | 77   | 156  | 20   | 49   | 173  |

### Vrouwendubbelspel
| toernooi        | 2008 | 2009 | 2010 | 2011 | 2012 | 2013 | 2014 | 2015 | 2016 | 2017 | 2018 | 2019 |
| --------------- | ---- | ---- | ---- | ---- | ---- | ---- | ---- | ---- | ---- | ---- | ---- | ---- |
| Australian Open | –    | 1R   | 1R   | 3R   | 1R   | 1R   | 2R   | 1R   | 2R   | –    | –    | 1R   |
| Roland Garros   | –    | 1R   | 1R   | 3R   | –    | 2R   | 3R   | 2R   | 1R   | –    | 2R   | 2R   |
| Wimbledon       | –    | 2R   | 2R   | –    | –    | 2R   | HF   | 1R   | 2R   | –    | 2R   | 1R   |
| US Open         | 1R   | 2R   | 3R   | 1R   | 2R   | 2R   | 1R   | 2R   | –    | 2R   | 2R   | –    |